# Royal Navy während der Koalitionskriege
Während der Koalitionskriege verfolgte die Royal Navy mehrere wichtige Ziele. Ihr Hauptziel war es, die britische Vorherrschaft auf dem Meer sicherzustellen. Die Marine sollte die britischen Handelswege und Kolonien schützen und feindlichen Flotten den Zugang verwehren. Dies war entscheidend für den wirtschaftlichen Wohlstand und die Sicherheit des britischen Empire. Die Landesverteidigung war eine weitere wichtige Aufgabe der Royal Navy in dieser Zeit. Durch die Aufrechterhaltung einer starken Marinepräsenz, die Durchführung von Blockaden und die Zerschlagung feindlicher Flotten trug die Royal Navy dazu bei, Großbritannien vor einer drohenden französischen Invasion zu schützen.

## Hintergrund
Als Preußen und Österreich im April 1792 gegen Frankreich in den Krieg zogen, schlossen sich die Briten ihnen zunächst nicht an. Erst der Einmarsch in die österreichischen Niederlande und die Kriegserklärung der Franzosen im Februar 1793 veranlassten die Briten, sich der Koalition anzuschließen. Die britische Strategie versuchte, die widersprüchlichen Forderungen nach ständiger militärischer Präsenz mit der globalen Strategie der Seeherrschaft in Einklang zu bringen. Der effektive Einsatz der Marinestreitkräfte wurde jedoch durch die schiere Größe der französischen Vorkriegsflotte erschwert. Die Grundlage für die Beherrschung der See bestand aus einer Blockade der französischen Marine in ihren Marinestützpunkten. Die Blockade würde die Franzosen an einem effektiven Schutz ihrer Kolonien und ihrer Handelsflotte hindern und damit ihre Wirtschaft schwächen.

## Geschichte

### Erster Koalitionskrieg
Als die französische Flotte 1793 aktiviert wurde, gab es nur wenige Offiziere, die Schiffe waren baufällig, die Werften leer und die Männer waren kurz davor zu meutern. Der Kampf um lokale politische Interessen gegen die zentralistischen Jakobiner führte zur Übergabe von Toulon und damit der französischen Mittelmeerflotte an die Briten.
1793 waren die Franzosen zunächst untätig, was den Briten genügend Zeit gab, die Grand Fleet unter Richard Howe in Spithead zusammenzustellen.

#### Glorious First of June
Das erste größere Gefecht zwischen der französischen und der Royal Navy fand am 1. Juni 1794 einige hundert Seemeilen westlich von Ouessant statt. Dort trafen 25 britische Schiffe unter Richard Howe auf 26 französische Schiffe unter Louis de Joyeuse. Die französische Flotte begleitete einen Konvoi von Getreideschiffen aus den Vereinigten Staaten, während die Briten versuchten, die französischen Seeoperationen zu stören und die Lieferung von Nachschub zu verhindern. Die Schlacht begann mit einer Reihe intensiver Schiff-zu-Schiff-Gefechte, bei denen die Briten versuchten, die französische Linie zu durchbrechen um sie von beiden Seiten anzugreifen. Obwohl nur wenige Schiffe dazu in der Lage waren, konnten die Briten einzelne französische Schiffe in einem Melee isolieren und schwere Schäden verursachen. Den ganzen Tag über tobte die Schlacht, und es kam zu mehreren einzelnen Schiff-zu-Schiff-Duellen. Schließlich wurde die französische Flotte überwältigt, und viele ihrer Schiffe wurden gekapert oder zur Kapitulation gezwungen. Die Briten errangen einen entscheidenden Sieg, indem sie sieben französische Linienschiffe und eine Fregatte erbeuteten und dem Feind erhebliche Verluste zufügten.

#### Mittelmeer und Nordsee
Am 5. Februar setzte eine britische Flotte unter John Jervis 6.100 Mann unter Charles Grey auf Martinique ab, das am 15. März erobert wurde. Am 2. April fielen St. Lucia und zehn Tage später Guadeloupe in die Hände der Briten. Im Juni und Juli 1795 kam es im Golf von Biskaya und im Mittelmeer zu weiteren Gefechten, die die Briten für sich entscheiden konnten. Die Verluste auf Britischer Seite lagen bei 42 Toten und 152 Verwundeten. Schließlich konnte im August Korsika erobert werden.
Mit dem Anschluss der Niederlande und Spaniens an Frankreich 1795 bzw. 1796 wurde die strategische Situation für die Royal Navy noch schwieriger. Im Mittelmeer war die Royal Navy schlichtweg überfordert. Neben der Aufrechterhaltung der Blockade von Toulon musste sie den britischen Handel schützen, Korsika und Livorno verteidigen und die Österreicher in Italien und in der Adria unterstützen. Nachdem die Franzosen Livorno, Korsika und Elba erobert hatten, blieben für die Briten nur wenige Häfen offen, so dass die Royal Navy im Dezember gezwungen war, sich aus dem Mittelmeer nach Gibraltar zurückzuziehen.
Trotz dieses Rückschlags konnte die Royal Navy die Spanier bei St. Vincent und die Niederländer bei Camperduin schlagen. Auch wenn diese Siege einen gewaltigen moralischen Schub für die Royal Navy darstellten, konnte nur verhindert werden, dass sich die Situation bis zum Kriegsende im Oktober nicht weiter verschlechterte.

### Zweiter Koalitionskrieg
Bevor die zweite Koalition gebildet wurde, herrschte bereits Krieg zwischen Frankreich und Großbritannien. Zusammen mit einer Reihe verschiedener Gründe konnte Napoleon das Direktorium davon überzeugen, eine Invasion in Ägypten zu starten, um die britischen Handelsrouten von und nach Indien zu bedrohen und damit die britische Wirtschaft schwächen. Die Briten erfuhren bald von einer großen Flotte in Toulon, aber da die Royal Navy noch immer aus dem Mittelmeer ausgeschlossen war, gestaltete sich das Sammeln weiterer Informationen über Ziel und Umfang sehr schwierig. Vizeadmiral John Jervis wurde, von der Admiralität mit der Aufklärung der Lage beauftragt. Jervis wiederum entsandte Horatio Nelson Anfang Mai ins Mittelmeer. Dort erfuhr schließlich vom Aufbruch der französischen Flotte nach Ägypten.

#### Seeschlacht bei Abukir

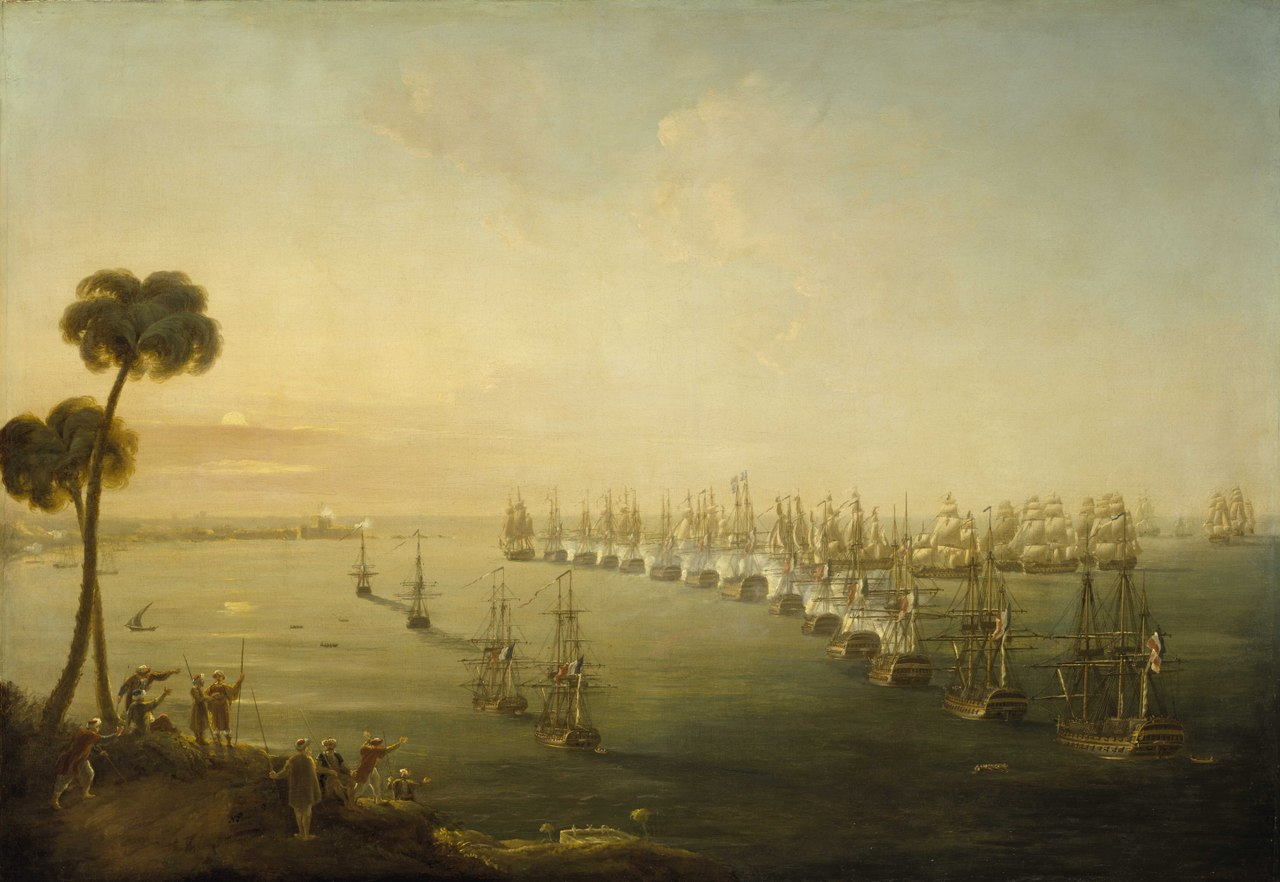
Abukir am 1. August 1798

Am 1. August erreichte Nelsons Flotte die ägyptische Küste. Dort konnte er nur feststellen, dass die Franzosen schon an Land gegangen waren. Die Briten suchten die Küste nach der Französischen Flotte ab und sichteten sie schließlich in der Bucht von Abukir. Obwohl nur noch wenige Stunden bis zum Einbruch der Dunkelheit verblieben und die Schiffe der Franzosen in einer starken Verteidigungsposition ankerten, gab Nelson den Befehl zum sofortigen Angriff. Mehrere britische Kriegsschiffe konnten durch eine Lücke an der Spitze der französischen Schlachtlinie hinter deren Position gelangen. Dadurch konnten die Briten die französischen Schiffe von zwei Seiten aus angreifen. Es kam zu heftigen Kämpfen, bei denen beide Flotten schwere Schäden erlitten. Der Höhepunkt war gegen 22.00 Uhr erreicht, als das 120-Kanonen-Schiff L'Orient, mit dem größten Teil der Besatzung, in die Luft flog. Die Kämpfe setzten sich für den Rest der Nacht fort. Von den 15 Französischen Schiffen entgingen nur zwei Linienschiffe und zwei Fregatten der Zerstörung oder der Gefangennahme durch die Briten.

### Europa
Nachdem Frankreich Russland und Österreich den Krieg erklärt hatte, suchte Großbritannien nach einem wirksamen Beitrag. In London erkannte die Britische Regierung, dass sich die öffentliche Meinung in den Niederlanden gegen Frankreich gewandt hatte. Daher bereitete die Regierung im Frühsommer eine Expedition unter dem Oberbefehl des Herzogs von York zur Wiedereinsetzung des früheren Statthalters Wilhelm V. von Oranien vor. Für die Expedition wurden Truppen in einer Stärke von etwa 27.000 Mann zusammengestellt. Russland stellte weitere 17.593 Mann sowie Transporte und Geleitschutz für bereit. Die gesamte Flotte wurde dem Befehl von Vizeadmiral Andrew Mitchell unterstellt.

Am 15. August übernahm Lord Duncan das Kommando. Aufgrund des schlechten Wetters kam die Expedition erst am Abend des 21. August in die Nähe von Texel und ankerte vor Kuikduin. Am nächsten Morgen stachen die Schiffe erneut in See und gingen eine halbe Seemeile vom Ufer entfernt wieder vor Anker. Unter der Parlamentärflagge wurde eine Nachricht an Vizeadmiral Samuel Storij gesandt. Storij weigerte sich, seine Schiffe auszuliefern und erklärte, dass er sie im Falle eines Angriffs verteidigen würde. Unter dem Beschuss des Geschwaders erfolgte daher am 27. August eine Landung auf dem Festland in der Nähe von Den Helder, das bald darauf eingenommen wurde. Gleichzeitig wurden die in Nieuwe Diep vor Anker liegenden holländischen Schiffe ohne Widerstand erobert.

Am frühen Morgen des 30. August ankerte Mitchells Geschwader vor der Einfahrt zum Vlieter, wo die Schiffe von Storijs Kommando lagen. Noch auf dem Weg dorthin schickte Mitchell ein weiteres Schiff, um Storij zur Übergabe aufzufordern. Zwei holländische Kapitäne trafen sich unter der Parlamentärflagge, und es wurde vereinbart, dass Storij eine Stunde Bedenkzeit erhalten sollte. Nach weniger als einer Stunde teilten die Holländer mit, dass beschlossen worden war, die Schiffe seines Geschwaders aufzugeben.

Nachdem Russland im Oktober die Koalition verlassen hatte, sah sich die Royal Navy einem Bündnis zwischen Russland, Dänemark und Schweden ausgesetzt. Eine ihrer ersten Handlungen war die Beschlagnahme der britischen Handelsschiffe in russischen Häfen. Wieder einmal stand Großbritannien Frankreich allein gegenüber. Eine große Flotte unter Hyde Parker wurde in die Ostsee entsandt, um das Problem zu lösen. Am 2. April griffen die Briten unter Nelson die schwimmenden Verteidigungsanlagen von Kopenhagen an. Nach mehrstündigen Kämpfen ergaben sich die Dänen schließlich und wurden gezwungen, die Bewaffnete Neutralität zu verlassen. Am 6. Juli wurde eine Flotte unter James Saumarez in der Bucht von Gibraltar von den Franzosen besiegt. Neun Tage später traf Saumarez erneut auf die Franzosen konnte sie aber diesmal besiegen. Mit der Unterzeichnung des Friedensvertrags von Amiens durch Charles Cornwallis am 25. März 1802 endete der Zweite Koalitionskrieg.

### Dritter Koalitionskrieg
Als Großbritannien im Mai Frankreich den Krieg erklärte, gab es zwei Punkte, an denen es sowohl möglich als auch notwendig war, Napoleons Expansionsbestrebungen zu blockieren. Der Ärmelkanal und die zentralen Engstellen im Mittelmeer. Um den Vormarsch Frankreichs in die Levante zu verhindern, musste die Royal Navy Malta halten und eine Flotte im westlichen Mittelmeerraum stationieren. Da Malta jedoch zu weit von Toulon entfernt war, um als Blockadebasis zu dienen, mussten die Briten ihre Aufmerksamkeit sowohl auf Sizilien als auch auf Nordafrika lenken. Während Horatio Nelson die Franzosen im Mittelmeer in Schach hielt, begannen die Briten mit einer Reihe von Militäroperationen auf den Westindischen Inseln. St. Lucia wurde am 22. Juni 1803 und Tobago neun Tage später eingenommen. Im September und November folgten Demerara, Essequibo und Berbice. Zur gleichen Zeit wurde Saint-Domingue blockiert, was schließlich zur Niederlage der französischen Garnison und zur Unabhängigkeit Haitis führte. 1804 konnte schließlich noch Suriname erobert werden.
In Europa hatte Napoleon mit dem Aufbau einer Invasionsflotte begonnen. Mit dieser Bedrohung war es von großer Bedeutung, die Blockade von Brest aufrechtzuerhalten. Darüber hinaus war es fast unmöglich den Kanal zu überqueren ohne auf die Schiffe der englischen Kanalflotte zu treffen. Im Dezember 1804 hatte sich mit dem Kriegseintritt Spaniens auf französischer Seite die strategische Situation für die Royal Navy dramatisch verschlechtert. Den 83 einsatzbereiten britischen Schiffen standen nun 102 der Französisch-Spanischen Flotte gegenüber. Am 22. Juli konnte in der Schlacht bei Kap Finisterre der Versuch einer Landung in Großbritannien abgewehrt werden. Die Französisch-Spanische Flotte war jedoch nicht besiegt und so kam es am 21. Oktober 1805 erneut zur Schlacht.

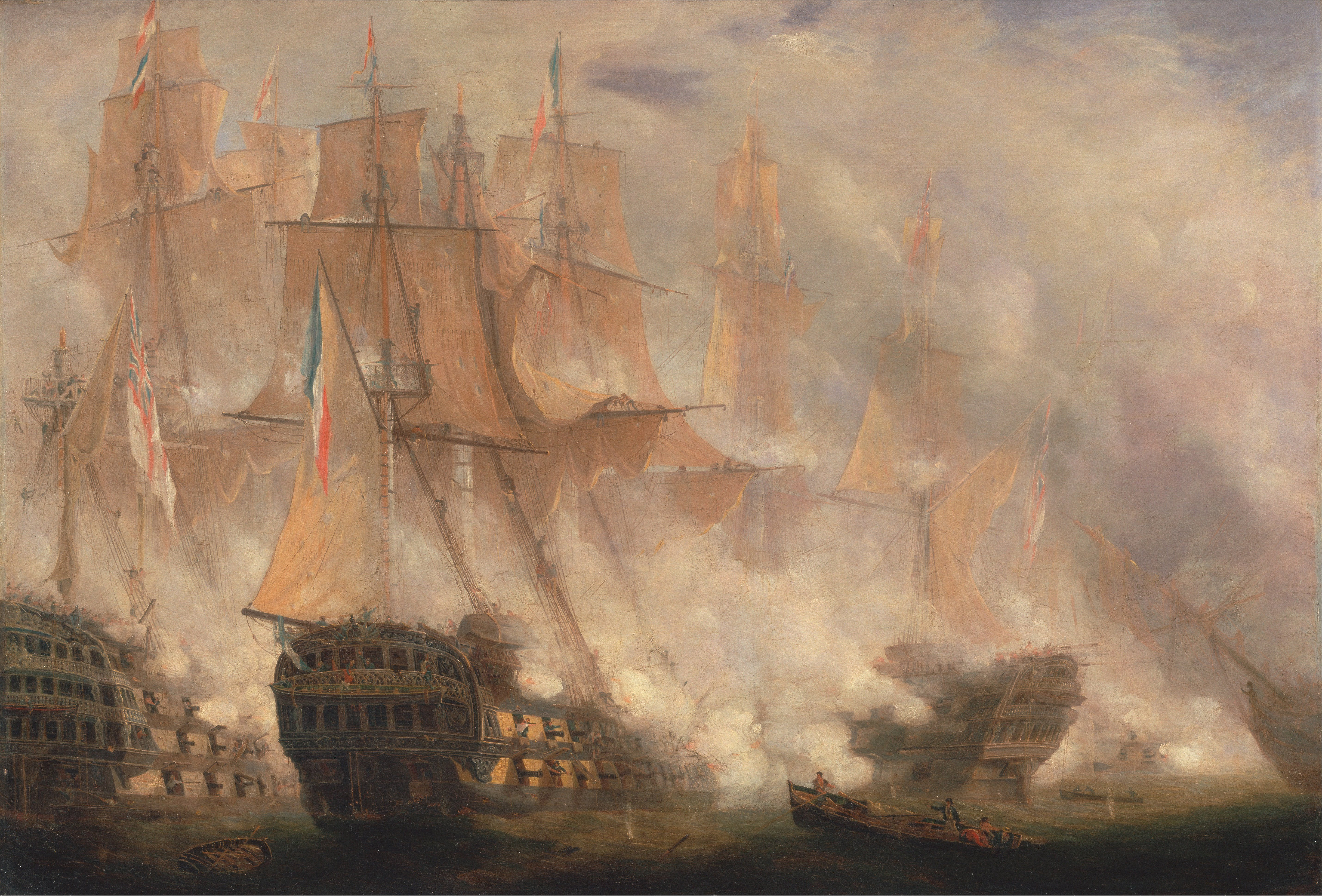
John Christian Schetky die Schlacht von Trafalgar 1841 in Öl

#### Trafalgar
Als die Briten am Morgen des 21. Oktober gesichtet wurden, befahl der französische Admiral Villeneuve seiner Flotte, eine einzige Schlachtreihe zu formieren. Nelson befahl seiner Flotte, zwei Kolonnen zu bilden und von Westen her im rechten Winkel anzugreifen. Bis zum Mittag hatte die Lee-Kolonne unter Admiral Cuthbert Collingwood den hinteren Teil der französisch-spanischen Linie angegriffen, während Nelson den vorderen Teil und die Mitte der Linie von Villeneuve attackierte. Der größte Teil von Nelsons Kolonne konnte die Linie der feindlichen Flotte durchbrechen und in einem Melee erobern oder vernichten. Während des Gefechts wurde Nelson an Bord der Victory von einer Musketenkugel getroffen und schwer verwundet. Er wurde unter Deck gebracht, wo er später seinen Verletzungen erlag. Ein versuchter Gegenangriff von Admiral Pierre Dumanoir wurde zurückgeschlagen. Collingwood vollendete die Zerstörung der Nachhut, und die Schlacht endete gegen 17:00 Uhr. Mit der anschließenden Schlacht bei Cariño wurde die Invasionsbedrohung ausgeschaltet.

### Vierter Koalitionskrieg und Fünfter Koalitionskrieg
Obwohl der dritte Koalitionskrieg mit dem Frieden von Pressburg endete, setzte Großbritannien den Kampf bis zu Beginn der Vierten Koalition gegen Napoleon fort. Im Februar 1806 konnte ein französisches Geschwader in der Schlacht von San Domingo besiegt werden. Dem Rest des Jahres folgten weitere Gefechte: vor Nordafrika, in der Karibik, im Indischen Ozean, und im Südpazifik. Auch nach dem Frieden von Tilsit 1807 hielt der Krieg zwischen Frankreich und Großbritannien an. Im April 1808 kam es bei Cadiz und im November des gleichen Jahres in der Biskaya zu Gefechten. Im April 1809 kam es schließlich zur Schlacht an der Baskischen Reede. Nach dem Ende des Krieges auf dem Kontinent richtete Napoleon seine Aufmerksamkeit auf Großbritannien und dessen Marine. Er unternahm sofort Schritte, um sich die immer noch starke dänische und portugiesische Flotte zu sichern. Die Briten kamen ihm jedoch zuvor, indem sie ein starkes Flottengeschwader nach Kopenhagen schickten, das die Stadt bombardierte und die dänische Flotte im September in seine Gewalt brachte. Zwei Monate später wurde ein weiteres Geschwader nach Portugal entsandt, um die portugiesische Königsfamilie und die Flotte davon zu überzeugen, unter britischem Schutz nach Brasilien zu fliehen, anstatt sich Frankreich zu unterwerfen. Die Entschlossenheit und die schnelle Reaktion der Royal Navy überraschten Napoleon und machten seinen Plan zunichte, Großbritannien die maritime Initiative zu entreißen. Bis zum Ende des Jahres folgten weitere Einsätze vor Java und in der Karribik, wobei Dänisch-Westindien erobert werden konnte.

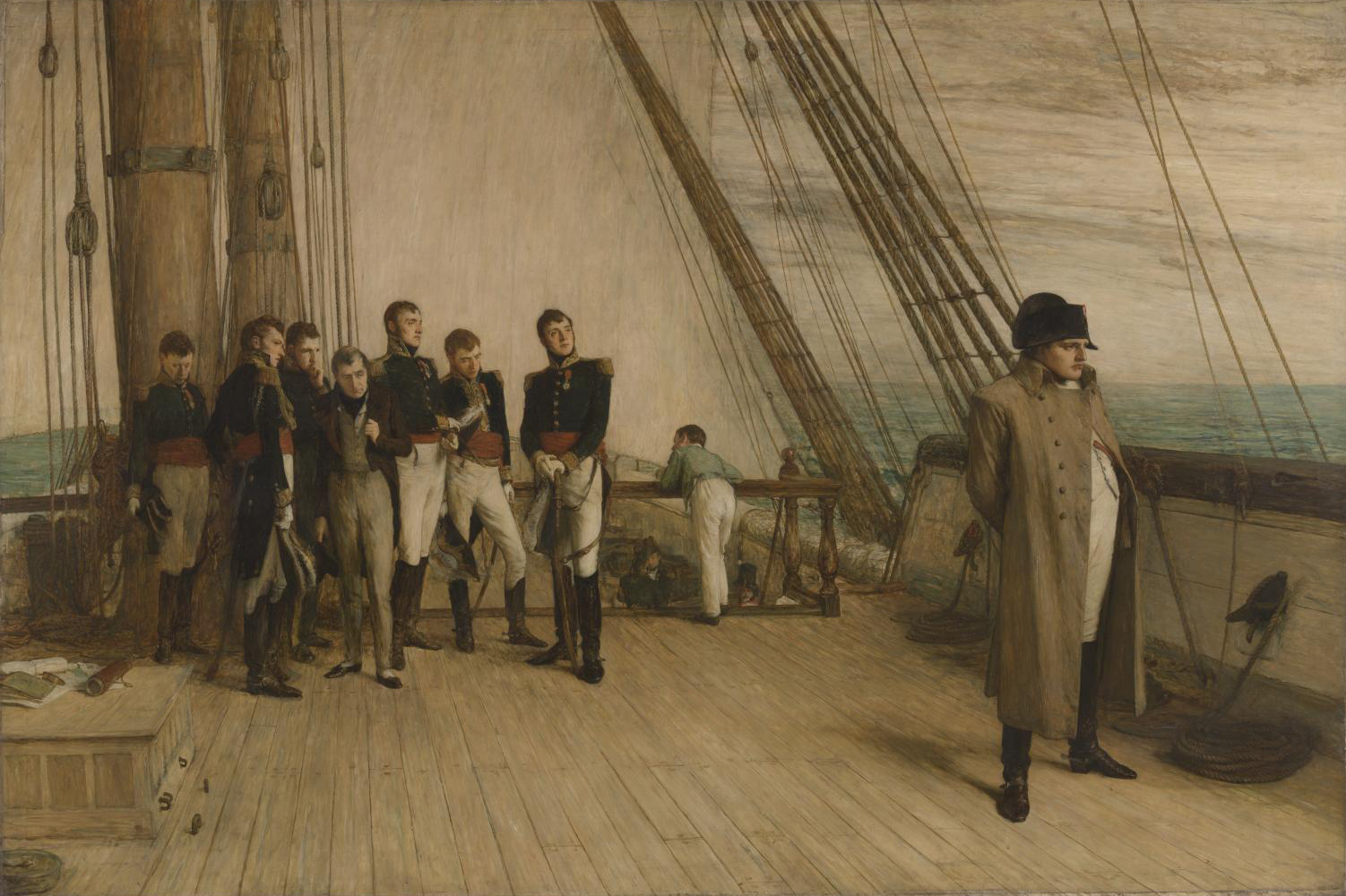
Napoleon an Bord der Bellerophon Ölgemälde von William Quiller Orchardson 1880

### Sechster Koalitionskrieg und Herrschaft der Hundert Tage
Während des Sechsten Koalitionskrieges kam die Royal Navy nur zu kleineren Einsätzen. Sie hielt an ihrer Hauptaufgabe fest, die französischen Häfen zu blockieren und ihre Handelswege zu schützen. Der erste Vertrag von Paris, dessen Bedingungen nach der Rückkehr Napoleons 1815 im Allgemeinen bestätigt wurden, gab Großbritannien zahlreiche Überseestützpunkte für seine Marine. Es behielt Malta und Helgoland. Es blieb am Kap der Guten Hoffnung, auf Mauritius und in Sri Lanka und erweiterte seine Kolonien in der Karibik um Tobago und St. Lucia. Mit der Aufgabe, Napoleon nach St. Helena zu eskortieren, endete der Krieg für die Royal Navy.

## Nachwirkungen
Bald nach Kriegsende wurden bei der Marine massive Kürzungen vorgenommen. Die meisten Schiffe wurden ausgemustert oder in Reserve gestellt. Die Zahl der Seeleute sank um fast die Hälfte, und 1817 waren fast 90 Prozent der Marineoffiziere arbeitslos. Obwohl die Marine einen wichtigen Beitrag zum Sieg über Napoleon leistete und den Weg für die Pax Britannica ebnete, war ihr Ansehen bei Kriegsende eher gering. Die langen Kriege mit Frankreich hatten der Royal Navy schließlich eine so dominante Stellung verschafft, dass sie in den folgenden Jahrzehnten eher darunter litt, als dass sie davon profitierte.

## Führung, Kontrolle und Organisation
Während der Kriege gegen Frankreich war die Royal Navy in mehrere Abteilungen und Zweige gegliedert, um ihre Operationen effizient zu verwalten.
- Board of Admiralty: Das Board of Admiralty war das oberste Führungsorgan der Royal Navy. Es war für die Gesamtverwaltung und die strategische Ausrichtung der Marine verantwortlich. Das Board of Admiralty setzte sich aus mehreren Lords Commissioners zusammen, darunter der First Lord of the Admiralty.
- Navy Board: Das Navy Board war für die laufende Verwaltung der Royal Navy zuständig. Er verwaltete die Infrastruktur der Marine, einschließlich der Werften, des Schiffbaus, der Versorgung und der Ernennung von Offizieren.
- Victualling Board: Das Victualling Board war für die Bereitstellung und Verwaltung der Lebensmittelversorgung der Royal Navy zuständig. Es sorgte dafür, dass den Seeleuten auf ihren Reisen ausreichende Mengen an Lebensmitteln wie Kekse, Pökelfleisch und andere Vorräte zur Verfügung standen.
- Sick and Hurt Board: Auch bekannt als „Commissioners for Taking Care of Sick and Wounded Seamen“, war für die medizinische Versorgung des Marinepersonals zuständig. Es beaufsichtigte die Einrichtung von Marinelazaretten, die Behandlung kranker und verwundeter Seeleute sowie die Bereitstellung von medizinischem Material und Personal.
- Transport Board: Das Transport Board wurde eingerichtet, um den Transport von Truppen, Nachschub und militärischer Ausrüstung auf dem Seeweg zu verwalten. Es koordinierte die Logistik für den Transport von Armeen und Material zur Unterstützung von Feldzügen und Expeditionen.
- Ordnance Board: Das Ordnance Board war für die Beschaffung, Lagerung und Verteilung der Bewaffnung, einschließlich Kanonen, Schießpulver und Munition, zuständig.
- Hydrographic Office: Das Hydrographische Amt war für die Herstellung und Verwaltung von Seekarten, Navigationsinstrumenten und anderen hydrographischen Informationen zuständig.

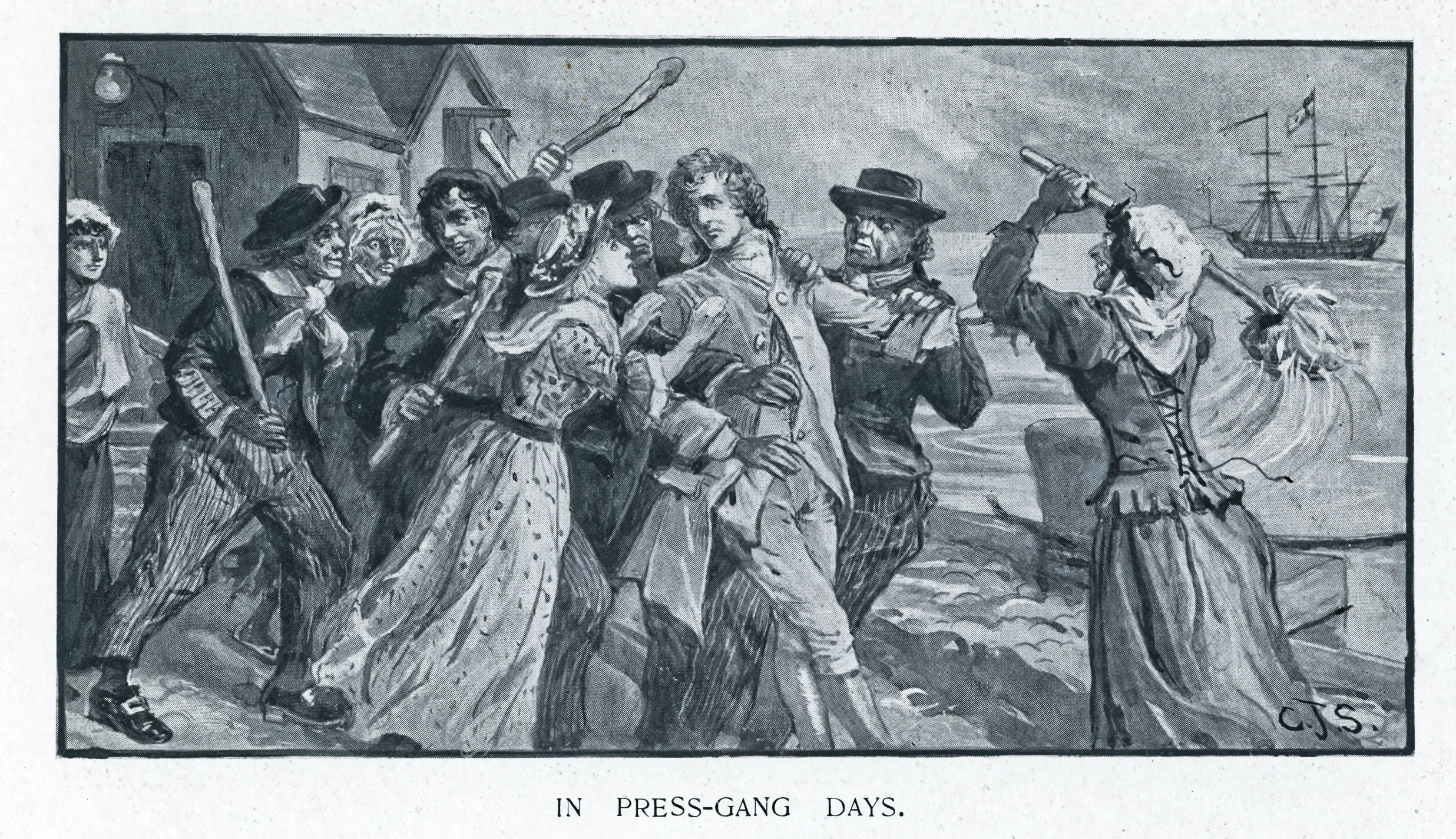

### Rekrutierung
Zur Bemannung der Schiffe setzte die Royal Navy auf zwei Säulen. Die Anwerbung von Freiwilligen und die Zwangsrekrutierung durch Presskommandos. 1793 hatte die Royal Navy eine Stärke von 22.000 von denen die meisten Freiwillige waren. Im September 1794 war ihre Zahl auf 86.000 gestiegen. Im Januar 1795 waren es 63.000 Freiwillige, die Hälfte von ihnen Vollmatrosen. Zu diesem Zeitpunkt waren die Presskommandos angewiesen, die Männer zu ermutigen, sich als Alternative zur Zwangsrekrutierung freiwillig zu melden. Die Regierung führte auch ein nationales System der lokalen Rekrutierung ein, das als „Quota Acts“ bekannt wurde. Die Anwerber dieser Quoten waren implizit Freiwillige. Kriminelle oder Landstreicher waren ausgeschlossen. Waren lokale Behörden, nicht in der Lage ihre Quoten zu erfüllten, mussten Geldstrafen zahlen. Insgesamt schlossen sich dank dieser Quotenregelung 30.000 Mann der Navy an. Obwohl es in Zeiten großer Not durchaus vorkam, dass Presskommandos durch die Straßen der Hafenstädte zogen, wurden die meisten Männer auf See zwangsrekrutiert. Dabei suchten die Presskommandos vorzugsweise erfahrene Seeleute, die in der Handelsmarine dienten. Widerstand gegen die Zwangsverpflichtung war durchaus üblich, aber nur selten erfolgreich.
| Bezahlung alle 28 Tage | Linienschiffe | Linienschiffe | Linienschiffe | Linienschiffe | Fregatten    | Korvetten, Sloops usw. |
| Rangeinteilung         | 1.            | 2.            | 3.            | 4.            | 5.           | 6.                     |
| ---------------------- | ------------- | ------------- | ------------- | ------------- | ------------ | ---------------------- |
| Kapitän                | 28 £          | 22 £ 8 s      | 18 £ 18 s     | 14 £          | 11 £ 4 s     | 8 £ 8 s                |
| Leutnant               | 7 £           | 7 £           | 5 £ 12 s      | 5 £ 12 s      | 5 £ 12 s     | 5 £ 12 s               |
| Bootsmann              | 4 £           | 3 £ 10 s      | 3 £           | 2 £ 10 s      | 2 £ 5 s      | 2 £                    |
| Zimmermann             | " "           | " "           | " "           | " "           | " "          | " "                    |
| Proviantmeister        | " "           | " "           | " "           | " "           | " "          | " "                    |
| Wundarzt               | 5 £           | " "           | " "           | " "           | " "          | " "                    |
| Fähnrich zur See       | 2 £ 10 s 6 d  | 2 £ 5 s 6 d   | 2 £ 3 s       | 1 £ 19 s 3 d  | 1 £ 15 s 6 d | 15 £ 6 s               |
| Quartiermeister        | 2 £ 6 d       | 2 £ 6 d       | 1 £ 17 s 6 d  | 1 £ 15 s 6 d  | 1 £ 13 s 6 d | 1 £ 11 s 6 d           |
| Bootsmannsmaat         | " "           | " "           | " "           | " "           | " "          | " "                    |
| Steuermann             | 1 £ 17 s 6 d  | 1 £ 15 s 6 d  | 1 £ 13 s 6 d  | 1 £ 13 s 6 d  | 1 £ 11 s 6 d | 1 £ 11 s 6 d           |
| Waffenmeister          | 1 £ 10 s 6 d  | 1 £ 10 s 6 d  | 1 £ 10 s 6 d  | 1 £ 10 s 6 d  | 1 £ 10 s 6 d | 1 £ 10 s 6 d           |
| Smutje                 | 1 £ 10 s 6 d  | " "           | " "           | " "           | " "          | 1 £ 9 s 6 d            |
| Vollmatrose            | 1 £ 9 s 6 d   | " "           | " "           | " "           | " "          | " "                    |
| Leichtmatrose          | 1 £ 3 s 6 d   | " "           | " "           | " "           | " "          | " "                    |

| tägliche Bezahlung |          |
| ------------------ | -------- |
| Flottenadmiral     | 5 £      |
| Admiral            | 3 £ 10 s |
| Vizeadmiral        | 2 £ 10 s |
| Konteradmiral      | 1 £ 15 s |

## Uniformen
Flaggenoffiziere, Kapitäne und Kommandanten erhielten mit der Verordnung vom 1. Juni 1795 eine neue Dienstuniform mit Epauletten. Der Waffenrock bestand aus marineblauem Stoff mit blauen Besätzen anstelle von weißem, mit einem blauen Stehkragen mit Pergamenteinfassung und Goldspitze mit Karomuster. Die Revers waren aus blauem Stoff und mit Goldspitze eingefasst. Die runden Manschetten waren mit goldener Spitze verziert. Die Schlitze und Taschen waren mit Goldspitzen eingefasst, wobei drei Knöpfe direkt unter der Taschenklappe sichtbar waren. Die Epauletten hatten ein schlichtes goldenes Spitzenband und silbernen gestickten Sternen zur Kennzeichnung des Ranges. Die Schulterklappen waren außerdem mit einem vergoldeten Messingknopf am schulternahen Ende versehen. Die Uniform für Flaggenoffiziere umfasste eine weiße Weste, weiße Kniehosen, Strümpfe und schwarze Schuhe mit Messingschnallen. Mit dem Reglement von 1795 wurde die Verwendung von Hüten mit Goldschnürung sowohl im Dienst als auch in Zivil eingeführt. Die Aufmachung des Hutes änderte sich, wobei nach 1800 die hintere Klappe höher und die vordere gerader wurde.
Admirale trugen an jedem Ende eine goldene gefranste Quaste. Die neue Verordnung vom 1. Juni 1795 brachte erhebliche Änderungen an der Uniform der Kapitäne mit sich. Die weißen Revers und Manschetten, die seit 1748 ein Merkmal der Uniform der Royal Navy gewesen waren, wurden abgeschafft. Der Stehkragen bestand aus blauem Stoff und war rundum mit Goldborte eingefasst. Die blauen, zurückgeklappten Revers hatten quadratische Enden, die mit Goldborte eingefasst waren, und wiesen auf jeder Seite neun Knöpfe auf. Diese Knöpfe bestanden aus vergoldetem Messing mit einem gerillten Rand, und innerhalb eines ovalen Seildesigns war ein Anker dargestellt. Dieses Muster blieb bis 1812 in Gebrauch, als eine Krone hinzugefügt wurde. Die Ärmel, die bisher schlicht gestaltet waren, erhielten nun wieder einen geschlitzten Stil, mit zwei Reihen Goldborte um die Manschetten. Die Schlitze waren mit zwei Reihen Goldborte eingefasst, und drei vergoldete Knöpfe, die denjenigen an den Revers entsprachen, wurden an den Manschetten angebracht. Die Schöße des Waffenrocks waren vollständig mit Goldborte von einheitlicher Breite eingefasst, die im gesamten Kleidungsstück verwendet wurde. Die Uniform wurde durch eine weiße Weste, weiße Kniebundhosen und Strümpfe ergänzt.
Die Uniform des Leutnants war aus marineblauem Stoff mit einem blauen Stehkragen, der auf jeder Seite mit einem vergoldeten Messingknopf und einem Knopfloch verziert war. Das Revers war aus weißem Stoff und wurde mit neun Knöpfen aus vergoldetem Messing auf jeder Seite geschlossen. Das Muster dieser Knöpfe war das gleiche wie bei den Kapitänen: ein geflochtener Anker in einer ovalen Seilumrandung. Leutnants trugen zu diesem Zeitpunkt noch keine Schulterklappen. Die runden Manschetten waren aus weißem Stoff mit drei Knöpfen in der gleichen Größe wie Revers und Kragen.  Die Taschen waren schlicht und ohne Verzierung und hatten drei Knöpfe. Diese Uniform war die gleiche wie die eines Kapitäns, jedoch ohne Goldspitzen, bis die neuen Vorschriften von 1795 die Uniform des Kapitäns vollständig änderten. Vorgeschrieben war eine weiße einreihige Weste mit vergoldeten Knöpfen, aber viele junge Offiziere trugen kurze doppelreihige Westen, da diese zu dieser Zeit viel beliebter waren. Weiße Kniehosen, weiße Strümpfe und Schuhe vervollständigten die Uniform. Der Zweispitz war aus schwarzem Filz und hatte keine goldene Spitzenborte, dafür aber die goldene Quaste an beiden Enden.
Die Uniform für Fähnriche änderte sich von 1787 bis 1825 nur wenig. Sie bestand aus einem einreihigen Mantel aus marineblauem Stoff mit einem blauen Stehkragen, der auf jeder Seite mit einem weißen Stofffleck und einem Messingknopf am hinteren Rand versehen war. Der Mantel hatte neun Messingknöpfe, mit Anker, aber ohne Seilumrandung. Die blauen runden Manschetten hatten drei Knöpfe. Eine weiße Stoff- oder Kassimere-Weste und eine Kniehose waren die einzigen vorgeschriebenen Kleidungsstücke. Filzhüte wurden quer getragen, obwohl zu dieser Zeit auch runde Hüte oder Zylinder zu sehen waren, die auf Drucken und Gemälden abgebildet sind. Sie waren manchmal mit einer Schleife aus Goldspitze verziert. Der Fähnrichsdolch wurde an einem schwarzen Lederkreuzgürtel mit demselben Muster wie der der Leutnants getragen, wurde aber nach und nach durch den schwarzen ledernen Schwertgürtel ersetzt.

## Kräftevergleich
1795 besaß Großbritannien 283 Schiffe. Davon waren 123 Linienschiffe. Die restlichen 160 Schiffe setzten sich aus Fregatten, Post ships, Sloops usw. zusammen. Die französische Marine hatte zum gleichen Zeitpunkt eine Stärke von 121 Schiffen. Davon waren 56 Linienschiffe. Die übrigen 65 setzten sich ebenfalls aus Fregatten, Korvetten usw. zusammen. Gemeinsam mit den Schiffen der spanischen Marine wurde eine Gesamtstärke von 248 Schiffen erreicht. Bis 1810 erhöhte sich die Anzahl der britischen Schiffe auf 335, während sie auf französischer Seite auf 77 schrumpfte.
Bei der Anzahl der Seeleute sah das Verhältnis anders aus. 1793 hatte die Royal Navy eine Mannstärke von 22.000, während die französische Marine über eine Stärke von 83.000 Matrosen verfügte. Die französischen Seeleute waren jedoch schlecht ausgebildet und verfügten über wenig Erfahrung.
Die Lage der Offiziere in Frankreich und Großbritannien zu Beginn des Krieges spielte den Briten in die Hände. In Großbritannien standen zahlreiche fähige Offiziere, die im amerikanischen Unabhängigkeitskrieg gekämpft hatten, bereit. Im Gegensatz dazu verlor die französische Marine einen großen Teil ihres Offizierskorps durch Abwanderung. Um die durch die Abschaffung des aristokratischen Offizierskorps entstandene Lücke zu füllen, wurde dem Marineminister 1793 gestattet, Offiziersposten ohne Rücksicht auf bestehende Gesetze und aus jedem beliebigen Dienstgrad zu besetzen. Unter diesen Bedingungen verweigerten die wenigen fähigen Offiziere, die noch in Frankreich geblieben waren, den Dienst. Demgegenüber waren die Briten sowohl in der Schiffsführung als auch in der Geschützbedienung überlegen. Beide waren in hohem Maß aufeinander abgestimmt. Die Fähigkeiten britischer und französischer Schiffe, einschließlich der Geschütze, waren von der Konstruktion her etwa gleich. Mit der Karronade und der Einführung der Steinschlossmechanik für Kanonen hatte die Royal Navy jedoch einen nicht geringen Vorteil. Beide Länder hatten Probleme, den materiellen Zustand ihrer Schiffe aufrechtzuerhalten. Die französische Marine litt aufgrund der Blockade unter einem Mangel an Schiffsvorräten. Die Royal Navy hingegen musste auf Grund ihrer langen Zeit auf See schweres Wetter, Verschleiß und mangelnde Instandhaltung ertragen.